# Gemeinde
Gemeinde (plural: Gemeinden) é uma palavra da língua alemã equivalente a comuna, borough, comunidade, township, municipalidade, ou no contexto religioso, uma paróquia ou congregação (algumas vezes, Kirchengemeinde).
Este termo, no seu uso teológico, significa mais do que apenas uma comunidade ou paróquia. Não tem equivalente Inglês exceto entre os Mormons, que lhe chamam uma ward. Abrange o significado assembleia de paróquia (como uma entidade do grupo), mas também a congregação como uma koinonia (grega) ou comunhão de fiéis.
Também tem sido utilizada para o termo "congregação" em um Kirchenbuch or "Churchbook".